# 中国プロバスケットボールリーグ
中国プロバスケットボールリーグ（中国男子籃球職業聯賽、簡:中国男子篮球职业联赛、英: Chinese Basketball Association、略称：CBA）は、中華人民共和国の国内男子プロバスケットボールリーグである。主催は中国バスケットボール協会。

## 歴史
中国バスケットボール協会は中国バスケ界全体を統括する組織として1956年6月に発足。なお、ナショナルチームは現在、中国国家体育総局バスケットボール管理センターにより管理されている。
プロリーグは1995年2月5日、8チームで開幕した。
2004年には2部リーグを分離し、中国バスケットボールリーグ（CBL、現ナショナル・バスケットボール・リーグ（NBL））が発足される。
2005-2006シーズンは16チームを2地区に分けてレギュラーシーズンを行い、各上位4チーム計8チームがプレーオフを戦い、中国一を決めたが、2006-2007シーズンは地区制を廃止した。
2008-2009シーズンは18チームに増加となり、地区制を復活させた。
2009-2010シーズンは、地区制が再び廃止され、34試合に短縮された。

## 現在の所属チーム
現在「地区」の分類はレギュラーシーズンでは使用されず、チームは総当たりでホーム一回、アウェイ一回で試合している。地区はオールスター大会のみで使用されるがここでは便宜上地区に分けて表記する。

### 過去の所属チーム
- 北京オリンピアンズ（1999-2004。ABA所属後解散）
- 新浪ライオンズ（2001-2003。現在は璞園建設としてSBLに所属）
- 香港フライングドラゴンズ（2002-2003。消滅）
- 深圳易康（2001-2002。現在はNBL所属）
- 雲南ブルズ（2004-2010。協会から追放）
- 陝西キリンズ（2004-2010。現在は広州証券龍獅籃球倶楽部）
- 八一富邦火箭籃球倶楽部（1996-2020。現在は寧波富邦男子籃球倶楽部が参加権を継承）

## 歴代CBAファイナル成績
| 年          | 優勝                            | 勝敗  | 準優勝                     | 備考                |
| ----------- | ------------------------------- | ----- | -------------------------- | ------------------- |
| 1995-96     | 八一ロケッツ                    | 3 - 0 | 広東サザンタイガース       |                     |
| 1996-97     | 八一ロケッツ                    | 3 - 0 | 遼寧ハンターズ             |                     |
| 1997-98     | 八一ロケッツ                    | 3 - 0 | 遼寧ハンターズ             |                     |
| 1998-99     | 八一ロケッツ                    | 3 - 0 | 遼寧ハンターズ             |                     |
| 1999-00     | 八一ロケッツ                    | 3 - 0 | 上海シャークス             |                     |
| 2000-01     | 八一ロケッツ                    | 3 - 1 | 上海シャークス             |                     |
| 2001-02     | 上海シャークス                  | 3 - 1 | 八一ロケッツ               |                     |
| 2002-03     | 八一ロケッツ                    | 3 - 1 | 広東サザンタイガース       |                     |
| 2003-04     | 広東サザンタイガース            | 3 - 1 | 八一ロケッツ               |                     |
| 2004-05     | 広東サザンタイガース            | 3 - 2 | 江蘇ドラゴンズ             |                     |
| 2005-06     | 広東サザンタイガース            | 4 - 1 | 八一ロケッツ               | この大会より4先勝制 |
| 2006-07     | 八一ロケッツ                    | 4 - 1 | 広東サザンタイガース       |                     |
| 2007-08     | 広東サザンタイガース            | 4 - 1 | 遼寧ハンターズ             |                     |
| 2008-09     | 広東サザンタイガース            | 4 - 1 | 新疆フライングタイガース   |                     |
| 2009-10     | 広東サザンタイガース            | 4 - 1 | 新疆フライングタイガース   |                     |
| 2010-11     | 広東サザンタイガース            | 4 - 2 | 新疆フライングタイガース   |                     |
| 2011-12     | 北京ダックス                    | 4 - 1 | 広東サザンタイガース       |                     |
| 2012-13     | 広東サザンタイガース            | 4 - 0 | 山東ライオンズ             |                     |
| 2013-14     | 北京ダックス                    | 4 - 2 | 新疆フライングタイガース   |                     |
| 2014-15     | 北京ダックス                    | 4 - 2 | 遼寧ハンターズ             |                     |
| 2015-16     | 四川ブルーホエールズ            | 4 - 1 | 遼寧ハンターズ             |                     |
| 2016-17     | 新疆フライングタイガース        | 4 - 0 | 広東サザンタイガース       |                     |
| 2017-18     | 遼寧フライングレパーズ          | 4 - 0 | 浙江ライオンズ             |                     |
| 2018-19     | 広東サザンタイガース            | 4 - 0 | 新疆フライングタイガース   |                     |
| 2019-20     | 広東サザンタイガース（10）      | 2-1   | 遼寧瀋陽三生飛豹籃球倶楽部 | 杜锋                |
| 2020-21赛季 | 広東サザンタイガース（11）      | 2-1   | 遼寧瀋陽三生飛豹籃球倶楽部 | 杜锋                |
| 2021-22赛季 | 遼寧瀋陽三生飛豹籃球倶楽部（2） | 4-0   | 浙江広厦猛獅籃球倶楽部     | 楊鳴                |
| 2022-23赛季 | 遼寧瀋陽三生飛豹籃球倶楽部（3） | 4-0   | 浙江金牛                   | 楊鳴                |
| 2023-24赛季 | 遼寧瀋陽三生飛豹籃球倶楽部（4） | 4-0   | 新疆広匯                   | 楊鳴                |

## 備考
- 王治郅、姚明、易建聯ら中国人NBAプレイヤーを輩出したことで世界から注目を集めつつある。
- また、中国代表の主力のうちNBA所属以外をこのリーグの選手が占めており、アジアバスケをリードする存在となっている。
- 元京都ハンナリーズHCのデービッド・ベンワーが上海の一員としてプレーし、姚明らとともにリーグ優勝に貢献した。また、元高松ファイブアローズHCのカール・ジョン・ニューマンは2006-07シーズンに浙江ライオンズで指揮を執っていた。
- bjリーグとも提携を結んでおり、2008年には上海と高松ファイブアローズの間で親善試合が行われる。